# ジョージ・オーウェル
ジョージ・オーウェル（英: George Orwell、1903年6月25日 - 1950年1月21日）こと本名エリック・アーサー・ブレア（英: Eric Arthur Blair）は、イギリス植民地時代のインド生まれのイギリスの作家、ジャーナリスト、民主社会主義者。ミドルネームを排してエリック・ブレアとも表記される。
社会主義者時代の1936年12月にスペイン内戦で無政府主義者らに感銘を受け、翌1937年初頭に民兵組織POUM（マルクス主義統一労働者党）という共和派の義勇兵に加わったものの、「トロツキー主義者」とレッテルを貼られたPOUMに対するスターリン指導下の共産党による粛清開始で危機一髪のところでフランスに脱出（『カタロニア讃歌』）。共通の敵だと思っていたファシスト（フランコ政権側）より味方であるはずのソ連・スターリニストの方が悪辣だったことを体感して、ソ連の「粛清」を嫌悪する民主社会主義者となっている。
これらの経験から反スターリニズム（反ソ連型社会主義）・反ファシズムという反全体主義思想となった。1945年の戦時中に「報道の自由」とロシアのスターリン主義と一国社会主義への痛烈な批判である、人間の農場主へ革命を起こした動物たちが二人の指導者の片方により苛烈な支配をされる過程を描いた風刺小説『動物農場』を執筆し、この『動物農場』でベストセラー作家となる。
全体主義国家の本質や残酷さを細かく描いた近代文学の傑作『1984年』の作者である。『1984年』で描かれたような監視管理社会を「オーウェリアン」 (Orwellian) と呼ぶ。『1984年』は、1998年にランダム・ハウス、モダン・ライブラリーが選んだ「英語で書かれた20世紀の小説ベスト100」、1999年に「ル・モンド20世紀の100冊」、2002年にノルウェー・ブック・クラブ発表の「史上最高の文学100」に選ばれ、オーウェルは20世紀のイギリス文化における最高の記録保持者とみなされている。

## 生涯

### 生い立ち

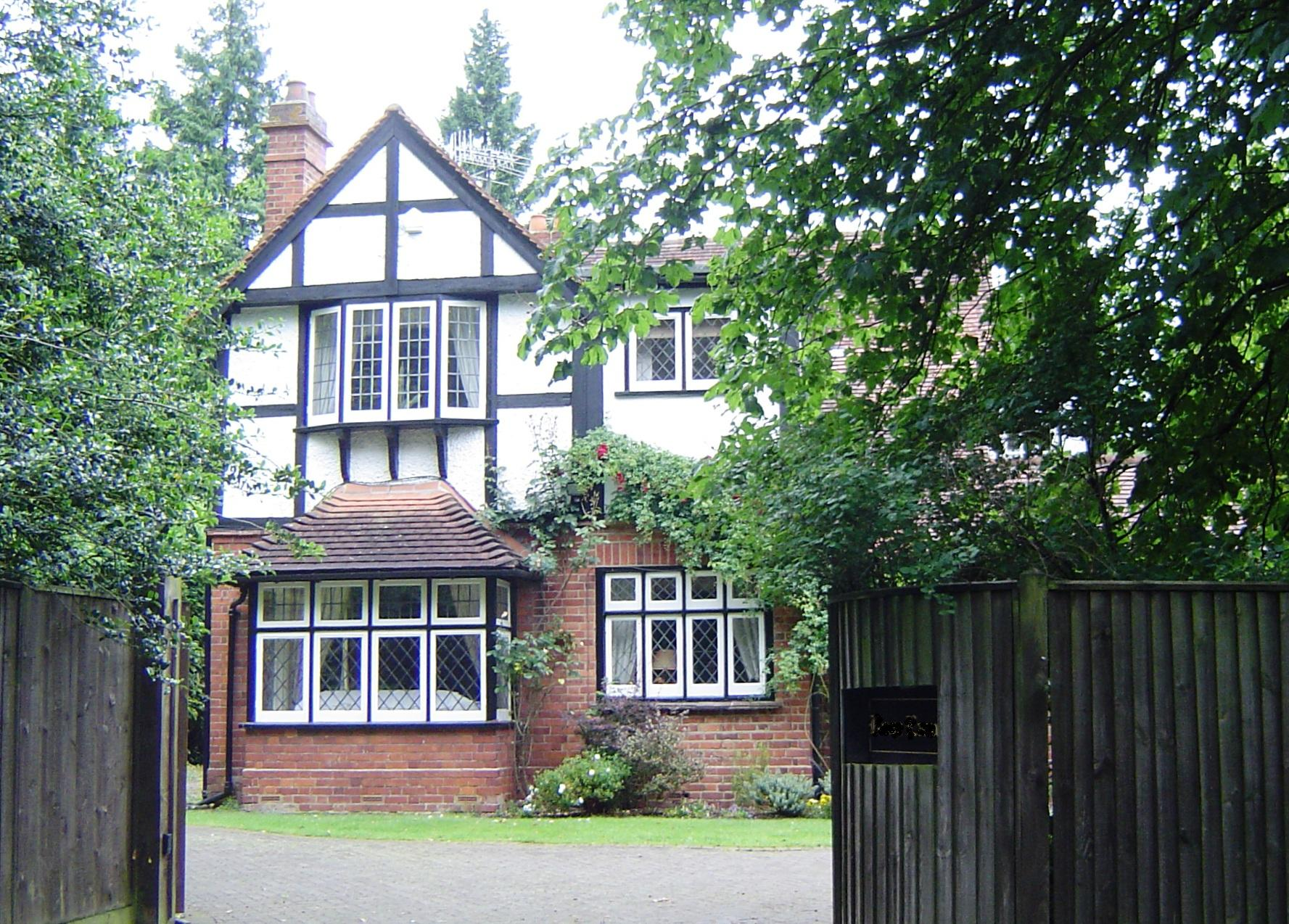
ブレア一家の邸宅

1903年、イギリスの植民地時代のインド・ベンガルのビハール州モチハリにて、エリック・アーサー・ブレアとして生まれる。エリックの曽祖父チャールズは、ジャマイカの農場での収入による不在地主として、ドーセットの田舎の裕福な資産家であった。祖父のトーマス・リチャード・アーサー・ブレアは聖職者 だった。上流階級への所属は次代へと受け継がれたが、裕福さは世襲されなかった。エリックは、のちに自らの出身階級を"lower-upper-middle class"（「中の上」のうちの「下」寄りの階級）と表現している。
父のリチャードはインド高等文官であり、アヘンの栽培と販売をしていた。母のアイダはビルマで育ち、エリックが1歳の時に母と共にイギリスに帰国した。以後、1907年になるまで父の顔を見ることはなかった。その折、父は3か月英国に滞在したが再び渡航。以後、1912年まで英国に戻ることはなかった。姉のマージョリー (Marjorie) と妹のアヴリル (Avril) と共に父親不在の家庭で育った。
エリックが5歳の時に、姉も通ったヘンリー (Henley) にある小さな聖公会の学校に通うことになる。エリック自身はこの学校について特に何も書き残さなかったが、教師からは高い評価を得たことは間違いなく、2年後に校長からイングランド・サセックス郡イーストボーン (Eastbourne) にある当時有名な進学校、聖シプリアン校に校長からの推薦と学費の半額に当たる奨学金を得て進学している。進学校での生活は辛いものであったようで、皮肉を込めて『あの楽しかりし日々』という表題のエッセイに当時の様子を記している。しかし、学業は成功を収めており、イートン・カレッジとウェリントン・カレッジの両学校への推薦と奨学金を得ている。
奨学金つきで1917年から1921年の4年間をウェリントン校とイートン校で過ごす。ウェリントンでは1917年1月からの1学期を過ごし、1917年5月にイートンに国王奨学生として転校した。幾人かの教授から反抗的な態度をとっていると評され、厳しい成績をつけられたものの、イートンの自由な校風はオーウェルに良く合ったようで、後に有名になるイギリスを代表する知識人たちと知り合いになったのはこの頃である。しかし、その自由さに毒されたのか、真剣に研究に打ち込むことはなかった。

### ビルマ勤務
1922年にイギリスを離れ、マンダレーでインド警察の訓練所に入所し、その後5年間各地で勤務することになるが、帝国主義の片棒を担ぐ警官の仕事を激しく嫌うようになっていたオーウェルは、1927年に休暇をもらった折にイギリスに帰り辞表を出すと、2度とビルマには戻らなかった。ビルマ時代の体験を基にして1934年に出版した『ビルマの日々』では、現地人を見下すイギリス人の姿が登場人物のレイシスト、エリスを通じて端的に描かれている。また半自伝的短編である『象を撃つ』『絞首刑』では大英帝国の官吏としての目線からイギリスによる植民地支配の虚しさ、非人間性を批判的に描いた。

### ルポルタージュ作家
最底辺生活者の生活のルポ作品を描こうと考えたオーウェルは、1928年から1929年、文章を書きながら、のちには皿洗いとして働きながらパリで暮らす。1930年から1931年はロンドンとロンドン周辺を、浮浪者にまじって放浪する。その経験をもとに、1933年に最初の著作『パリ・ロンドン放浪記』を刊行した。
なおオーウェルは実生活では、煤けたロンドンを嫌っており、1935年にはエセックス州で養鶏業を営んでいる。
1936年、小説『葉蘭をそよがせよ』の執筆後、同書の出版を行うゴランツ社からの依頼でイングランド北西部グレーター・マンチェスター周辺の工業地帯を取材する。同年6月にアイリーン・モード・オショーネシーと結婚。
1937年、前年の取材を元にしたルポルタージュ『ウィガン波止場への道』を刊行。

### スペイン内戦に参戦

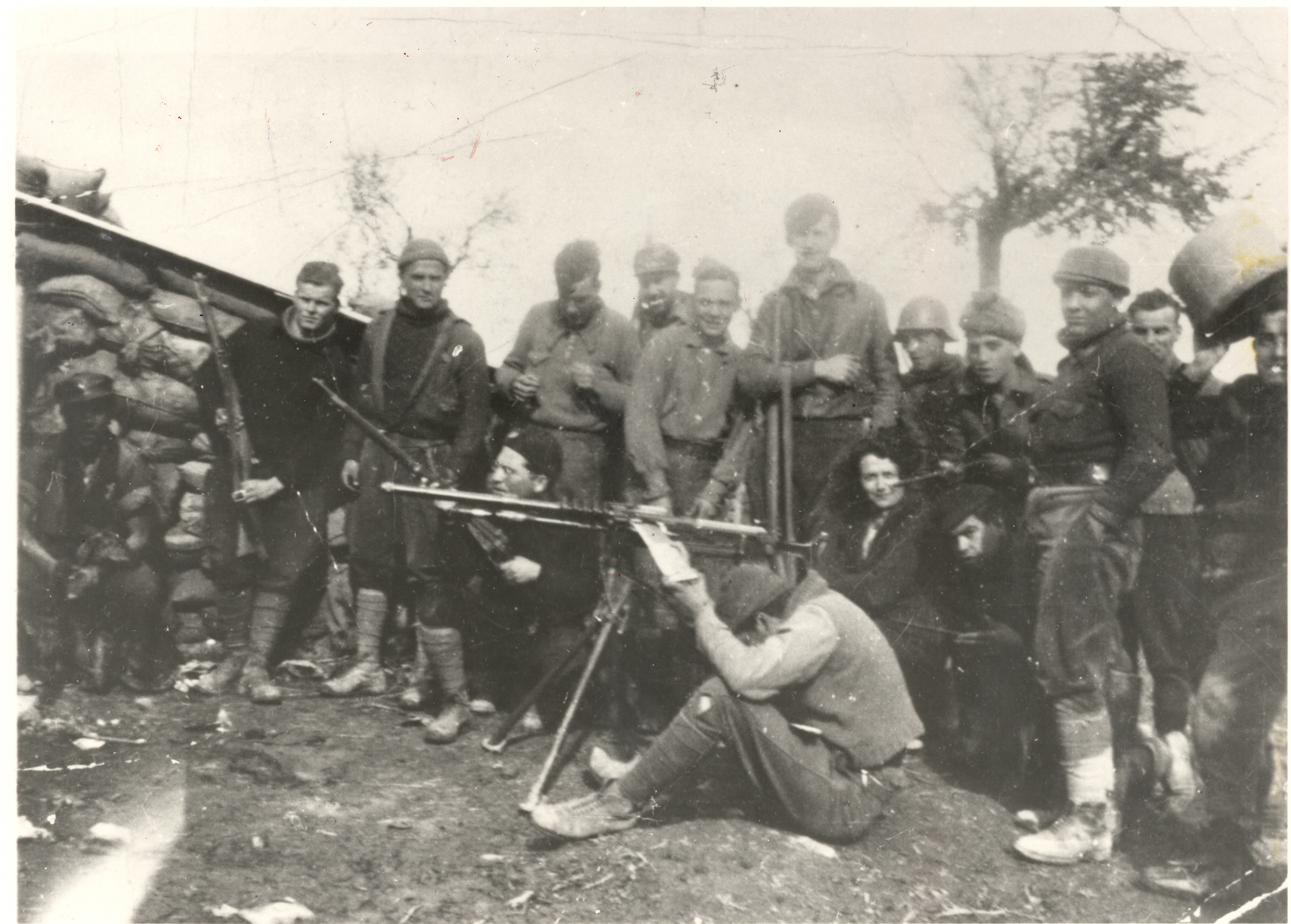
スペイン内戦、1937年3月13日、POUMアラゴン戦線分遣隊に参加した英国独立労働党ILP派遣団（英語版）、最も高い男はジョージ・オーウェル。

スペインでは王政が倒れ、内戦が起きていた。彼は1936年に「新聞記事を書くつもり」でスペインを訪れたがバルセロナでの「圧倒的な革命的状況」に感動して、1937年1月、フランコのファシズム軍に対抗する一兵士としてトロツキズムの流れをくむマルクス主義統一労働者党（POUM）アラゴン戦線分遣隊に参加し、伍長として戦線へ赴いた。そこでオーウェルは、人民戦線の兵士たちの勇敢さに感銘を受ける。また、ソ連からの援助を受けた共産党軍のスターリニストの欺瞞に義憤を抱いた。

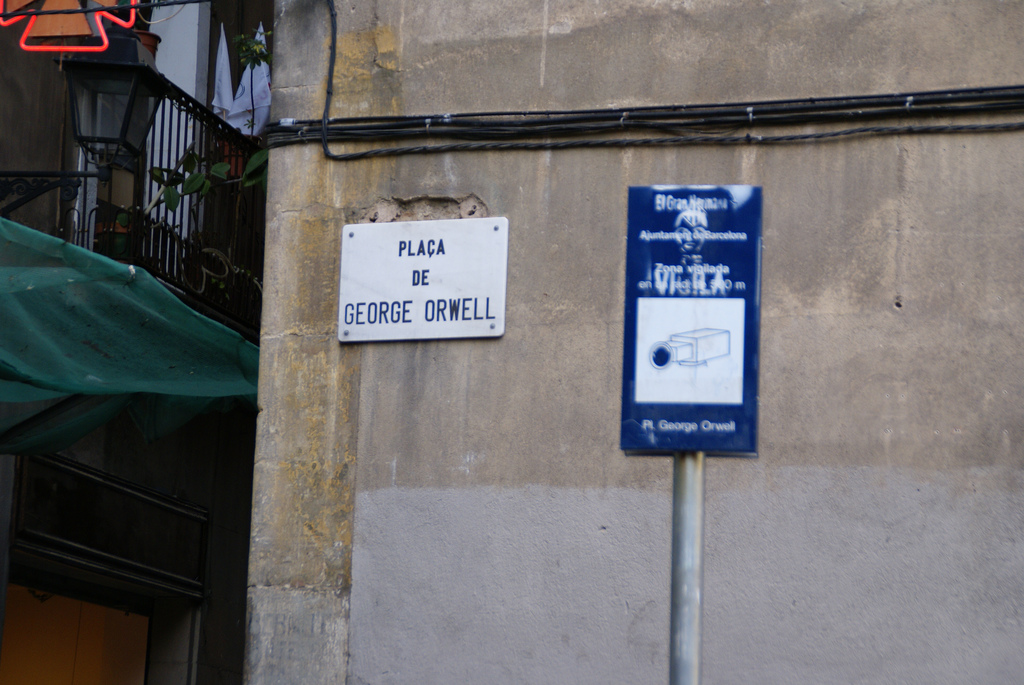
バルセロナ市のゴシック地区にある「ジョージ・オーウェル広場」の看板。手前には、監視カメラが設置されていることを伝える看板が立っている

5月に前線で咽喉部に貫通銃創を受け、まさに紙一重で致命傷を免れる。傷が癒えてバルセロナに帰還するとスターリン主義者によるPOUMへの弾圧が始まっており、追われるようにして同年6月にフランスに帰還する。
1938年4月、スペイン内戦体験を描いた『カタロニア讃歌』を刊行する。彼の存命中には初版1500部のうち900部が売れたという。
1938年9月から療養を兼ねてモロッコへ渡り小説『空気を求めて』を執筆。モロッコではマラケシュに滞在し、7か月後にイギリスに帰国した。当時のモロッコはフランス、スペインの両国の保護領であり、マラケシュ滞在時に現地人の絶対的貧困を目にしたオーウェルはヨーロッパ諸国の植民地支配の不当性をエッセイ『マラケシュ』で論じた。

### 第二次世界大戦
1939年9月に第二次世界大戦が始まると、イギリス陸軍に志願するも断られ、ホーム・ガードに加わり軍曹として勤務する。
1941年にBBCに入局。東洋部インド課で、東南アジア向け宣伝番組の制作に従事する（『戦争とラジオ―BBC時代』を参照） 。主に文芸作品を紹介する内容の番組を制作し、当時の様子について後年、エッセイ『詩とマイクロフォン』で描いている。
1943年11月にBBCを退職後は、週刊新聞『トリビューン』の文芸担当編集長に就任し、『気の向くままに』と題したコラムの連載を始める。このコラムは途中に休止をはさみながら1947年4月まで80回にわたって続いた。
1944年にはオーウェルの強い希望で、生後10か月の男の子を養子として引き取り、リチャード・ホレイショ・ブレアと名付ける。
1945年2月には『トリビューン』紙での職を辞し、『オブザーバー』紙・『マンチェスター・イブニング・ニュース』紙の戦場特派員としてドイツを取材。同年3月、妻のアイリーンが手術中の事故で急死し、その報せを受けてイギリスへ戻る。取材時の様子については同年、エッセイ『荒廃したドイツの未来』『復讐の味は苦い』として発表されている。
1945年、寓話小説の『動物農場』を発表、初めて世俗的な名声と莫大な収入を得る。

### 晩年

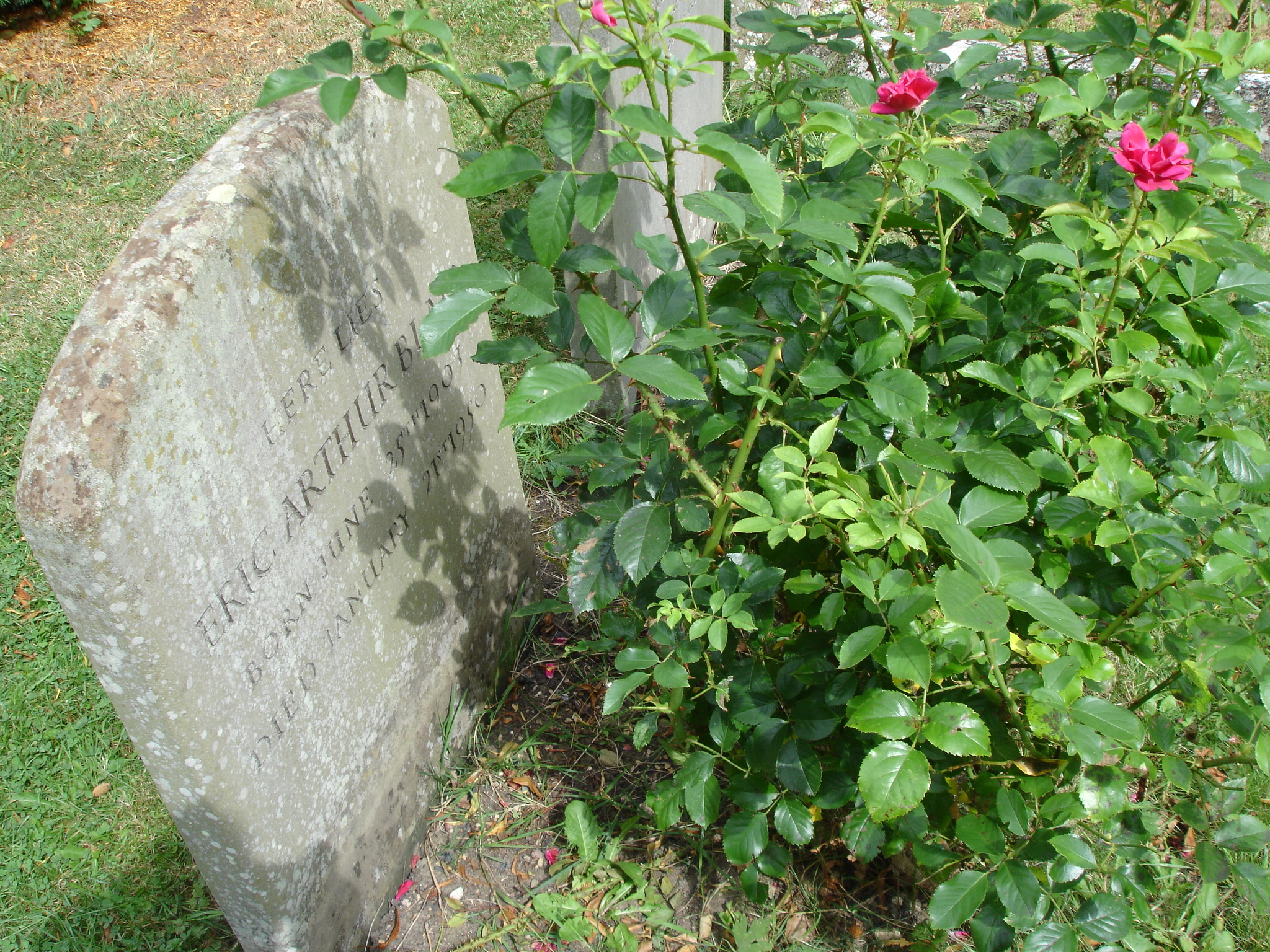
ロンドンにあるオーウェルの墓

1947年に結核にかかり、療養と『1984年』の執筆をかねて父祖の地スコットランドの孤島ジュラの荒れた農場に引きこもったが、同地は湿気が強く結核治療には適した地ではなく、本土の病院に9か月の入院生活を経て、再びジュラに帰るも積極的な治療は拒否し、1949年に『1984年』を書き終える。その後は南部のグロスターシャ州のサナトリウムに移住した。
1949年10月、ロンドンに転院し、ソニア・ブラウネルと再婚する。病状が重かったために病室で式を挙げた。
1950年1月21日、ロンドンの病院において肺動脈破裂のために大量に吐血し46歳で死去した。

## 著作
※は電子書籍で再刊

### 小説
- 『ビルマの日々』[27]Burmese Days, 1934
  - 宮本靖介、土井一宏訳、音羽書房、1980年（下記新版）
  - 大石健太郎訳、彩流社、1988年、新装版1997年
- 『牧師の娘』 A Clergyman's Daughter, 1935
  - 三沢佳子訳、御茶の水書房、1979年（下記新版）
- 『葉蘭をそよがせよ』Keep the Aspidistra Flying, 1936
  - 『葉蘭を窓辺に飾れ』 大石健太郎、田口昌志訳、彩流社 2009年
- 『空気を求めて』 Coming Up for Air, 1939
  - 『空気をもとめて』 大石健太郎訳、彩流社、1995年
- 『動物農場』 Animal Farm, 1945[28]
  - 吉田健一訳 『動物農園』中央公論新社[29]、2022年（ヒグチユウコ画）
  - 佐山栄太郎訳、南雲堂、1957年 ※（グーテンベルク21）
  - 開高健訳 『動物農場』ちくま文庫[30]、2013年
  - 高畠文夫訳、角川文庫、新版1991年※
  - 川端康雄訳 『動物農場　おとぎばなし』岩波文庫、2009年※
  - 山形浩生訳、ハヤカワepi文庫、2017年※
- 『1984年』 Nineteen Eighty-Four, 1949
  - 『1984』 吉田健一、龍口直太郎 訳、文藝春秋新社[31]、1950年／出版共同社、1958年
  - 『1984年』 新庄哲夫訳、ハヤカワNV文庫、1972年 ※（グーテンベルク21）
  - 『一九八四年』 高橋和久訳、ハヤカワepi文庫、2009年※
  - 『1984』 田内志文訳、角川文庫、2021年※

オーウェル・小説コレクション、晶文社（全5冊）、1984年
  1. 『パリ・ロンドンどん底生活 Down and Out in Paris and London』[32] 小林歳雄訳 ※（グーテンベルク21）
  2. 『ビルマの日々 Burmese Days』 宮本靖介、土井一宏訳 ※（同上）
  3. 『牧師の娘 A Clergyman's Daughter』 三沢佳子訳
  4. 『葉蘭をそよがせよ Keep the Aspidistra Flying』 高山誠太郎訳
  5. 『空気を求めて Coming Up for Air』 小林歳雄訳 ※（同上）

### ルポルタージュ
- 『パリ・ロンドン放浪記』Down and Out in Paris and London, 1933
  - 小野寺健訳、岩波文庫、1989年※
- 『ウィガン波止場への道』The Road to Wigan Pier, 1937
  - 土屋宏之・上野勇訳、ちくま学芸文庫、1996年※（旧版・ありえす書房）
- 『カタロニア讃歌』Homage to Catalonia, 1938
  - 橋口稔訳、筑摩叢書、1970年／ちくま学芸文庫、2002年※
  - 鈴木隆・山内明訳、現代思潮新社、2008年（初版1966年）
  - 新庄哲夫訳、ハヤカワ文庫NF、1984年
  - 高畠文夫訳、角川文庫、1984年 ※（グーテンベルク21）
  - 都築忠七訳、岩波文庫、1992年

エッセイ・評論
- 『象を撃つ』Shooting an Elephant, 1936
- 『チャールズ・ディケンズ』Charles Dickens, 1940
- 『鯨の腹の中で』Inside the Whale, 1940
- 『ナショナリズムについて』Notes on Nationalism, 1945
- 『政治と英語』Politics and the English Language, 1946
- 『イギリス人』The English People, 1947
  - 『オーウェル著作集』平凡社（全4巻）、1970–71年。各・部分所収
    - 『右であれ左であれ、わが祖国』鶴見俊輔編、平凡社選書、1971年、新版1984年
- 『気の向くまま』 As I Please
  - 『気の向くままに：同時代批評1943–1947』オーウェル会（小野協一ほか）訳、彩流社、1997年

評論（日本語版）
- 『オーウェル評論集1 象を撃つ』- 自伝的エッセイ、各・平凡社ライブラリー（1995年、新装版2009年）
- 『オーウェル評論集2 水晶の精神』- 政治論集（各・川端康雄編、上記「著作集」より抜粋）
- 『オーウェル評論集3 鯨の腹のなかで』- 作家論集
- 『オーウェル評論集4 ライオンと一角獣』- イギリス民衆文化論、エッセイ
- 『オーウェル評論集』 小野寺健編訳、岩波文庫、1982年※
- 『一杯のおいしい紅茶』 小野寺健編訳、朔北社、1995年／改訂版・中公文庫、2020年※
- 『あなたと原爆　オーウェル評論集』 秋元孝文訳、光文社古典新訳文庫、2019年※
- 『全体主義の誘惑　オーウェル評論選』 照屋佳男訳、中央公論新社、2021年※

資料
- 『戦争とラジオ BBC時代』The War Broadcasts
  - W・J・ウェスト編、甲斐弦・奥山康治・三沢佳子訳、晶文社、1994年
- 『ジョージ・オーウェル日記』、ピーター・デイヴィソン編、高儀進訳、白水社、2010年9月。没後60年記念出版
- 『ジョージ・オーウェル書簡集』、ピーター・デイヴィソン編、高儀進訳、白水社、2011年9月

## 評伝研究
- 『思い出のオーウェル』、オードリィ・コパード、バーナード・クリック編、晶文社、1986年

オーウェル会訳、知人52名が語る「素顔のオーウェル」、第22回日本翻訳出版文化賞
- ミリアム・グロス編 『ジョージ・オーウェルの世界』 音羽書房鶴見書店、2009年。大石健太郎訳監修
- ジェフリー・メイヤーズ『オーウェル入門』 大石健太郎・本多英明・吉岡栄一訳、彩流社、1987年
- バーナード・クリック 『ジョージ・オーウェル　ひとつの生き方』（上下）、河合秀和訳、岩波書店、1983年。新版〈岩波モダンクラシックス〉、2000年
- マイクル・シェルダン 『人間 ジョージ・オーウェル』 新庄哲夫訳、河出書房新社（上下）、1997年
- ジョージ・ウドコック『オーウェルの全体像　水晶の精神』奥山康治訳、晶文社、1972年
- リチャード・リース 『ジョージ・オーウェル　勝利の陣営からの亡命者』 戸田仁訳、旺史社、1990年
- T.R.ファイヴェル 『ジョージ・オーウェル　ユダヤ人から見た作家の素顔』 佐藤義夫訳、八潮出版社、1992年
- ピーター・ルイス 『ジョージ・オーウェル　1984年への道』 筒井正明・岡本昌雄訳、平凡社、1983年 - 文学アルバムガイド
- 川端康雄 『オーウェルのマザー・グース　歌の力、語りの力』 平凡社選書、1998年／増補版・岩波現代文庫、2021年
- 清水幾太郎 『ジョージ・オーウェル「一九八四年」への旅』 文藝春秋、1984年
- 開高健 『今日は昨日の明日　ジョージ・オーウェルをめぐって』 筑摩書房、1984年
- 西村徹 『オーウェルあれこれ』 人文書院、1993年
- 宮本靖介 『ジョージ・オーウェルの栄光と悲惨』 英宝社、1995年
- 鈴木建三 『絶望の拒絶　ジョージ・オーウェルとともに』 南雲堂、1995年
- 大石健太郎 『「荒ぶる魂」の遍歴　ジョージ・オーウェルの生涯』 日外アソシエーツ〈日外教養選書〉、1994年
- 吉岡栄一 『ジョージ・オーウェルと現代　政治作家の軌跡』 彩流社、2014年
- 照屋佳男 『ジョージ・オーウェル　文学と政治』 行人社、1986年
- 河合秀和 『ジョージ・オーウェル』（イギリス思想叢書12）、研究社出版、1997年
- 佐藤義夫 『オーウェル研究　ディーセンシィを求めて』 彩流社、2003年
- 奥山康治 『オーウェル　時代を超える精神』 早稲田大学出版部、1999年
- 奥山康治・佐藤義夫編 『オーウェル－20世紀を超えて』音羽書房鶴見書店、2002年。日本オーウェル協会企画
- 佐藤義夫編 『オーウェルと旅』音羽書房鶴見書店、2013年。日本オーウェル協会企画
- 大石健太郎ほか編 『ジョージ・オーウェル』（人物書誌大系32）、日外アソシエーツ、1995年